# 正德 (西夏)
正德（西夏文：𗣼𘇚，1127年四月—1134年）是西夏崇宗李乾顺的第七个年號，共計8年。
今有出土西夏官印，印文為「正德四年」、「正德六年」、「正德七年」、「癸丑七年」、「正德八年」，則元年為丁未年，即1127年。

## 改元
- 1127年——四月，改元正德。[3]
- 1135年——改元大德。[4][5][6]

## 纪年對照表
| 正德 | 元年   | 二年   | 三年   | 四年   | 五年   | 六年   | 七年   | 八年   |
| ---- | ------ | ------ | ------ | ------ | ------ | ------ | ------ | ------ |
| 公元 | 1127年 | 1128年 | 1129年 | 1130年 | 1131年 | 1132年 | 1133年 | 1134年 |
| 干支 | 丁未   | 戊申   | 己酉   | 庚戌   | 辛亥   | 壬子   | 癸丑   | 甲寅   |

## 同期存在的其他政权年号
- 中國
  - 靖康（1126年－1127年）：宋—宋钦宗赵桓之年号
  - 建炎（1127年－1130年）：宋—宋高宗赵构之年号
  - 明受（1129年）：宋—元懿太子赵旉之年號
  - 绍兴（1131年－1162年）：宋—宋高宗赵构之年号
  - 阜昌（1130年－1137年）：宋時期—劉豫之年號
  - 大聖天王（1133年－1135年）：宋時期—杨幺之年號
  - 天载（1130年）：南宋時期—鍾相之年號
  - 延慶（1124年－1133年）：西遼—遼德宗耶律大石之年號
  - 康國（1134年－1143年）：西遼—遼德宗耶律大石之年號
  - 天會（1123年－1137年）：金—金太宗吳乞買、金熙宗完颜亶之年號
  - 嘉永（1122年－1128年）：大理—段正嚴之年號
  - 保天（1129年－1137年）：大理—段正嚴之年號
- 越南
  - 天符慶壽（1127年）：李朝—李乾德之年號
  - 天順（1128年－1132年）：李朝—李陽煥之年號
  - 天彰寶嗣（1133年－1138年）：李朝—李陽煥之年號
- 日本
  - 大治（1126年－1131年）：崇德天皇之年号
  - 天承（1131年－1132年）：崇德天皇之年号
  - 長承（1132年－1135年）：崇德天皇之年号

## 深入閱讀
- 李崇智. . 北京: 中華書局. 2004年12月. ISBN 7101025129.
- 鄧洪波. . 臺北: 國立臺灣大學東亞經典與文化研究計劃. 2005年3月  [2021-12-13]. ISBN 9789860005189. （原始内容 (pdf)存档于2007-08-25）.
- 長部和雄.  (pdf). 東京: 京都大學. 1933年7月1日  [2021年12月13日]. ISBN. （原始内容存档 (PDF)于2021年12月9日）.
- 長部和雄.  (PDF). 東京: 京都大學. 1933年10月1日  [2021年12月18日]. （原始内容 (pdf)存档于2021年12月18日）.

## 參看
- 中國年號索引
- 其他政权使用的正德年号

| 前一年號： 元德 | 西夏年号 | 下一年號： 大德 |